# Папа-Стур
Папа-Стур (англ. Papa Stour, давньосканд. Papey Stóra) — острів в архіпелазі Шетландських островів, Шотландія

## Геологія
Острів складається з різноманітних вулканічних і осадових гірських порід девонського періоду. У цей час шотландська суша формується на Євроамериці і розташовується в 10-25 градусах на південь від екватора. Структура Папа-Стур значною мірою складається з попелу і лави в результаті вулканічної діяльності, пов'язаної з цим періодом, у тому числі смуг затверділого вулканічного попелу і лави (ріолітів). Є численні великі валуни, депоновані заледеніння.

## Географія

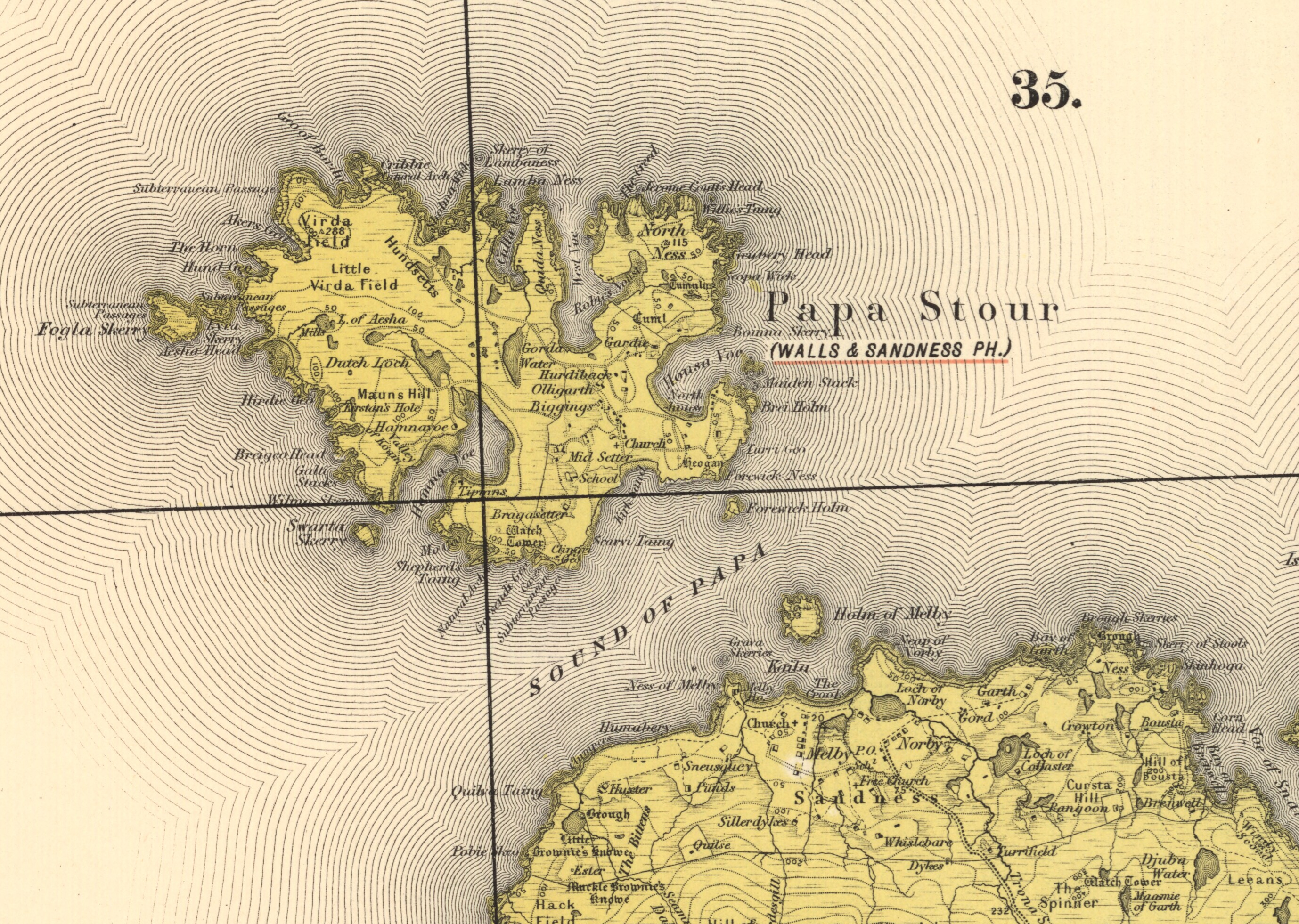
Папа-Стур в1890 році.

Розташований в південно-західній частині затоки Сент-Магнус, глибоко розрізаноъ в західний берег острова Мейнленд. Омивається із заходу Атлантичним океаном, зі сходу затокою Сент-Магнус. Від острова Мейнленд з півдня відділений протокою Саунд-оф-Папа. Найближчі великі острови: Макл-Ро і Вементрі на сході, Мейнленд на півдні, Фула на південному заході. Оточений невеликими островами: Брей-Холм, Мейден-Стек, Фоглем-Скеррі, Форуік-Холм та іншими, в п'яти кілометрах на північному заході група островів Ве-Скерріс. Найближчі населені пункти на острові Мейнленд — села Мелбі і Сенднесс.
Площа острова — 8,28 квадратних кілометрів . Найвища точка — Вірд-Ферт у північно-західній частині острова, 87 метрів над рівнем моря.

## Екологія

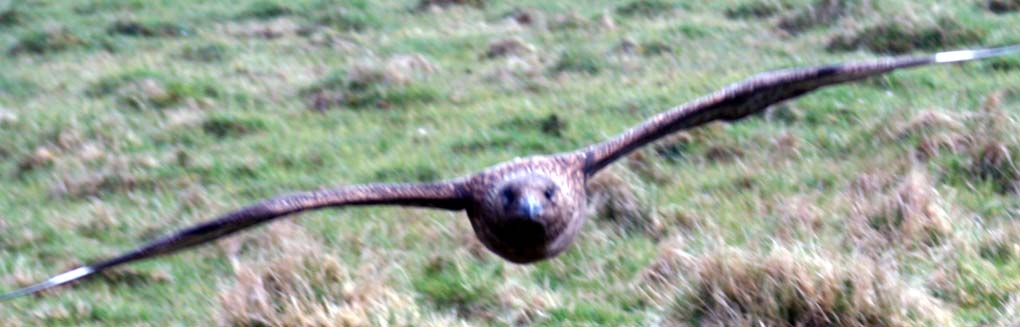
Бонксі або Великий поморник (Stercorarius scua) в польоті

Видри, сірі тюлені, касатки і морські свині часто зустрічаються на острові та довкола нього. Були зареєстровані тупик атлантичний, арктичний і річковий крячок, великий і арктичний поморник, кочівний буревісник, тонкодзьоба кайра, гагарка, кроншнеп, кам'янка, галстучник і мартин морський всіх порід на острові, а також численні мігруючі види.
Існує велика кількість диких квітів, у тому числі котячі лапки дводомні, Scilla verna і очанки, а також верес звичайний. Західна сторона острова є Ділянкою особливого наукового значення, і море навколо Папа-Стур є Спеціальної зоною охорони природи. Традиційний Шетландський поні все ще розводиться.

## Економіка

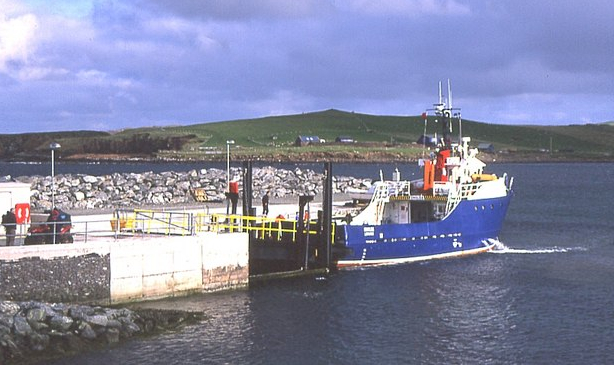
Причал і пором на Папа-Стур

Вівчарство є основою життя острова. Вівці утворюють кістяк сільського господарства, але різноманітність худоби зберігається, у тому числі великої рогатої худоби, свиней, кіз, курей, качок і гусей. Овочі вирощують теж. Риболовля як і раніше проводиться, але на відносно невеликих масштабах. На пірсі існує поштове відділення. Електрика з'явилась на острові наприкінці двадцятого століття.
Пороми пливуть в Західний Барраферт на Шетландському Мейнленді. Перетин займає 45 хвилин. Існує злітно-посадкова смуга, яка обслуговує регулярні рейси з Tingwall.